# Point No. 1 (singel)
Point #1 – pierwszy singel amerykańskiej alternatywnometalowej (grającej ówcześnie hard rock) grupy Chevelle. Został wydany na albumie o tym samym tytule.

## Teledysk
W teledysku do "Point #1" wycięto część utworu (po drugim refrenie), aczkolwiek na początku dodano część intra do tej piosenki, zwanego "Open". Klip przedstawia zespół grający w dość ciemnym, czerwonym pokoju i palącą się postać, poruszającą się prawdopodobnie po tym samym budynku. Pod koniec utworu można zobaczyć też płonących Pete'a i Joego, grających przy tym końcowego riffa piosenki.